# Onnagata

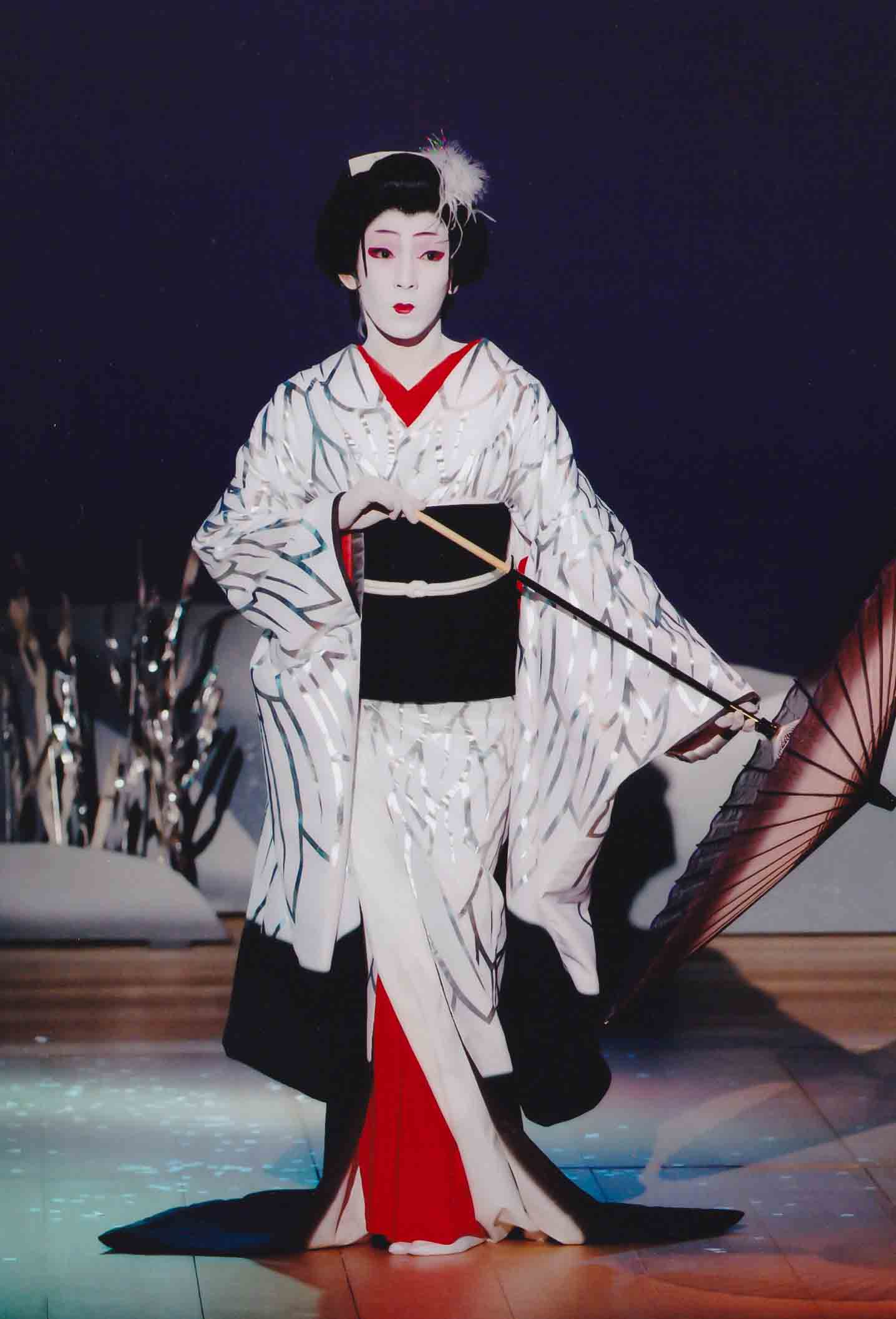
Onnagata Akifusa Guraku als Sagamimusume 2011

Onnagata (japanisch 女方, deutsch die Rolle der spielenden Frau), auch als Oyama (女形, deutsch Frauenform) bekannt, sind männliche Kabuki-Schauspieler, die weibliche Rollen im traditionellen, japanischen Kabuki-Theater verkörpern.

## Geschichte
Das japanische Kabuki Theater ist eine Weiterentwicklung des Nō-Theaters und wurde 1603 als von Frauen aufgeführtes Theater (女歌舞伎 onna kabuki) begründet, aber aus moralischen Gründen schon bald verboten, da die Vorstellungen oft anzüglichen Charakter hatten. 1629 bannte das Shogunat Frauen von den öffentlichen Schauspielbühnen und Jungen oder Männer mussten die weiblichen Rollen im Kabuki übernehmen. Aus moralischen Gründen wurde es kurze Zeit später (1652) auch Jungen verboten, im Kabuki aufzutreten, und von da an verkörperten erwachsene Männer die Frauenrollen.
In der Geschichte des Kabuki gilt Yoshizawa Ayame (1673–1719) als einer der erfolgreichsten Onnagata, da er für kommende Generationen von weiblichen Imitatoren das Wesen des Onnagata-Stils sowohl auf als auch abseits der Bühne maßgeblich formte. Onnagata prägten im Laufe der Zeit den weiblichen Stil der Stadtbevölkerung und stellten ein Vorbild für den weiblichen Ausdruck und das weibliche Verhalten dar, das Frauen überzeugend fanden und dem sie bisweilen nacheiferten.
Obwohl das Kabuki Theater während der Meiji-Zeit im Zuge der Öffnung des Landes und zahlreicher Veränderungen und Modernisierungen einer Reform unterzogen wurde und es Schauspielerinnen nicht mehr verboten war, im Kabuki Theater aufzutreten, blieb die Besetzung der Frauenrollen durch Onnagata bei traditionellen Kabuki-Vorstellungen bestehen. Kabuki-Schauspielerinnen gibt es heute zwar, sie sind aber eine kleine Minderheit.

## Rollen der Onnagata
Es existieren ungefähr 700 Kabuki-Theaterstücke, die die Grundlage von Kabuki-Vorstellungen sind. Onnagata stellen eine von drei Hauptcharakteren (yakugara) dieser Theaterstücke dar. Anfangs teilte man die Rollen von Onnagata grob in ältere und jüngere Frauen ein, später entstanden differenziertere Kategorien. Zu den typischen Rollen von Onnagata, die junge Frauen darstellen, gehören die Kurtisane Keisei (傾城), die Prinzessin Akahime (赤姫) und das Mädchen Musume (娘), während zu den älteren weiblichen Rollen der Onnagata die fürsorgliche Ehefrau (世話女房, Sewa nyōbō), die entschlossene Samuraifrau (片はずし, Katahazushi) und die alte Frau (老け女方, Fuke onnagata) gezählt werden. Das Publikum kann die unterschiedlichen Rollen durch festgelegte, spezifische Kostüme, Perücken, Bewegungen und andere Darstellungselemente klar erkennen. Charakteristisch ist außerdem, dass Onnagata auf der Bühne ihre Stimmen verstellen und mit einer hohen Stimme sprechen, damit sie einer Frauenstimme gleichen.
In einer Dokumentation von The Guardian über Nakamura Shibayaku VII., ein 2008 von der Japanischen Akademie der Künste ausgezeichneter Onnagata, wurde betont, dass die wichtigste Fähigkeit eines Onnagata sei, Frauen zu verstehen, um ihre Gefühle glaubwürdig auf einer Bühne darstellen zu können. Onnagata streben danach, „not to imitate women but to symbolically express the essence of the feminine“ (nicht Frauen zu imitieren, sondern symbolisch die Essenz des Femininen auszudrücken).

## Bekannte Onnagata
Für Kabuki-Schauspieler, also auch für Onnagata, ist es üblich, einen Künstlernamen anzunehmen. Unter diesem Namen werden sie bekannt. Häufig werden Namen berühmter und anerkannter Schauspieler wieder vergeben und dann durchnummeriert. Es ist auch üblich, den Künstlernamen im Laufe der Karriere zu wechseln und so zu dokumentieren, dass besondere Erfolge in der Schauspielkunst erreicht wurden. Bekannte Onnagata sind beispielsweise:
- Yoshizawa Ayame (1673–1719)[10]
- Bandō Tamasaburō V. (* 1950), Geburtsname: Morita Shinichi[11]
- Nakamura Shibayaku VII. (* 1955), Geburtsname: Aoki Sadayuki,[12] 2008 ausgezeichnet von der Japanischen Akademie der Künste[13]
- Kataoka Takatarō (* 1968), Geburtsname: Kataoka Yasuo,[14] 2021 ausgezeichnet von der Japanischen Akademie der Künste[15]